# Вихига (округ)
Вихига — административный округ в бывшей кенийской Западной провинции. Его столица и крупнейший город — Мбале. Население округа — 590 013 человек. Площадь округа — 531,3 квадратных километров.